# Thea Witteveen
Thea Witteveen (Tiel, 19 mei 1929 – Velp, 22 september 2017) was een Nederlands schrijfster.

## Biografie
Witteveen werd geboren in Tiel. Ze volgde een opleiding tot directiesecretaresse en Engelse en Franse conversatielessen. Haar studie MO Nederlands brak ze voortijdig af. Witteveen volgde vervolgens een studie beeldhouwen aan de kunstacademie in Den Haag (1971-1975).

## Werk
Witteveen ging na haar opleiding werken op kantoor als secretaresse, corrector en correspondent en was freelance vertaalster voor uitgeverijen. Ze was daarnaast als kunstenaar actief met hout en keramiek. Ze debuteerde in 1967 als schrijfster met Peter en Margreetje.